# Horizon

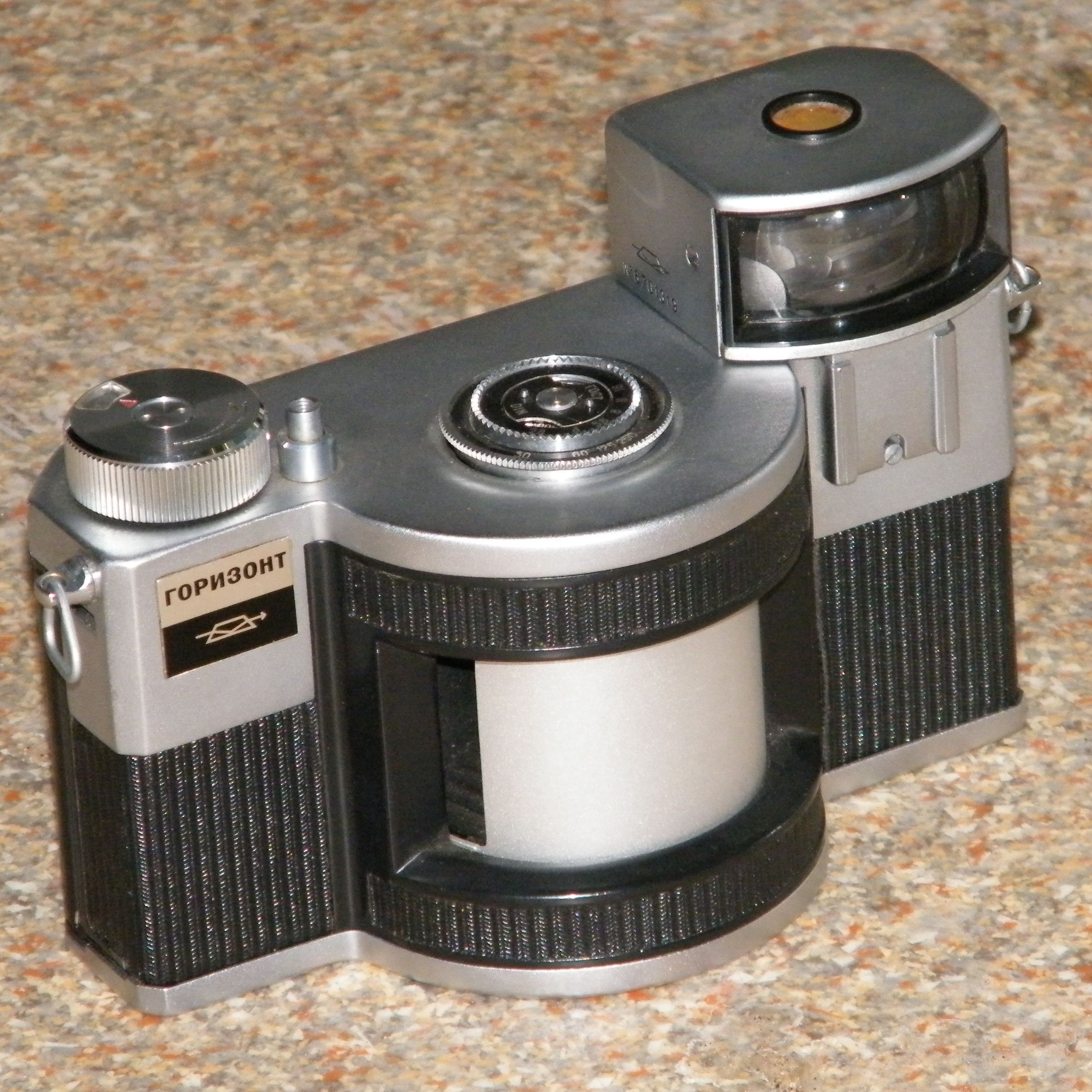
Oryginalny aparat Gorizont

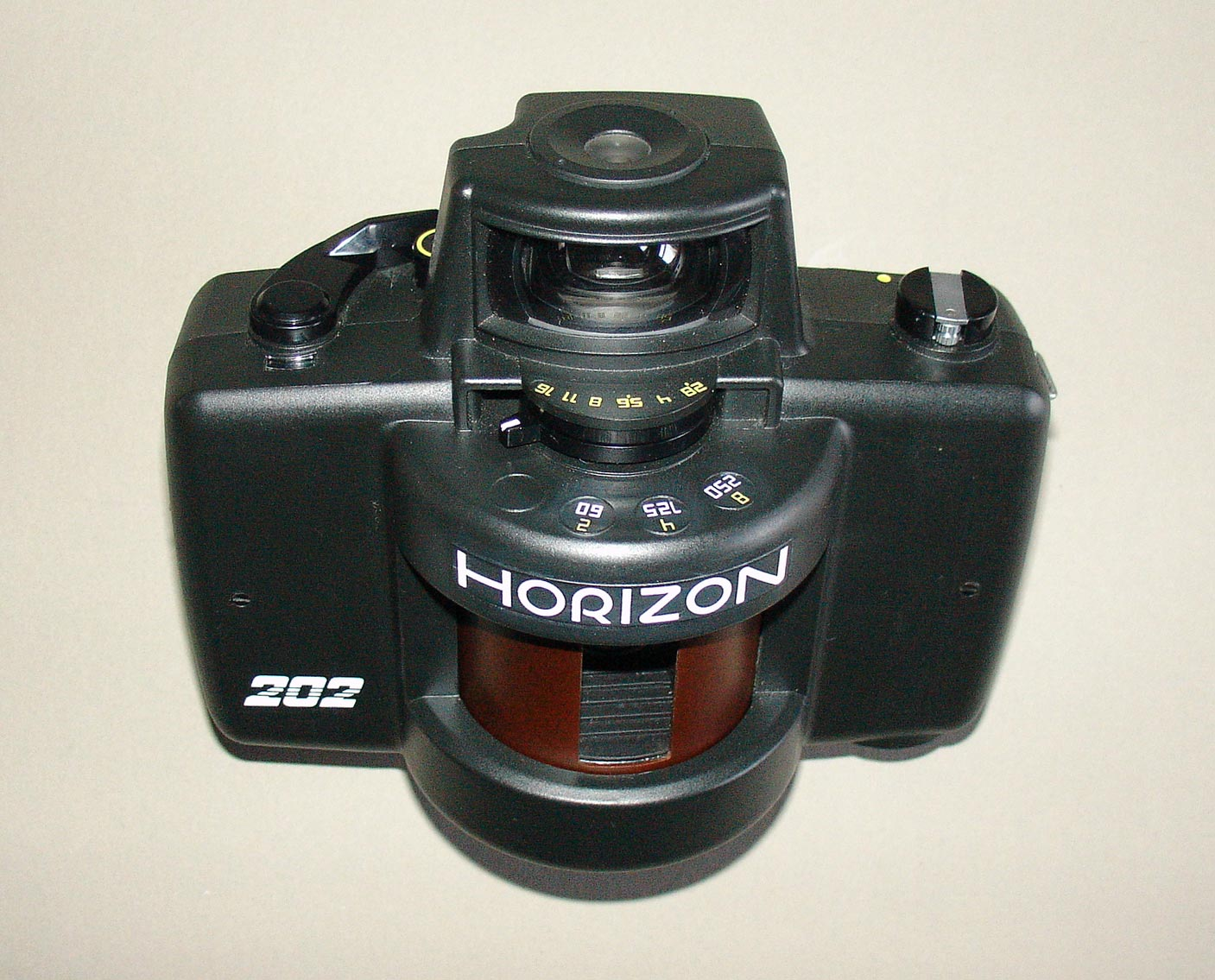
Nowszy model Horizon 202

Horizon (ros. Горизонт - Gorizont) – panoramiczny aparat fotograficzny produkcji rosyjskiej o kącie widzenia 120°.

## Działanie
Horizon umożliwia wykonywanie zdjęć w formacie 24 X 58 mm, których na 36 klatkowej błonie mieści się ok. 20.
Po naciśnięciu spustu, obiektyw wykonuje półobrót naświetlając odpowiednio wygiętą klatkę filmu od jednego boku do drugiego.
Zaletą takiego aparatu jest kąt widzenia, ale również "niezniszczalność" podobna do tej jaką charakteryzują się Zenity. Wadą jego jest brak celownika (często choć nie zawsze, wizjer ów jeśli jest omija obiektyw), czyli niemożność sprawdzenia co znajdzie się w kadrze wykonywanego zdjęcia.